# Арно де Помпонн, Анри Шарль
Анри Шарль Арно де Помпонн (фр. Henri-Charles Arnauld de Pomponne; 10 июля 1669, Гаага — 26 июня 1756) — французский священнослужитель, аббат, государственный и дипломатический деятель, государственный советник по делам религий (с 1711).

## Биография
Происходил из древней овернской фамилии, члены которой не раз отличались военными и государственными заслугами. Сын Симона Арно, маркиза де Помпонна, секретаря (министра) иностранных дел Франции (1671—1679). Внук Роберта д’Андильи, известного писателя-моралиста и переводчика, считавшегося одним из лучших французских стилистов. Правнук публициста Антуана Арно.
Родился в Гааге, где его отец служил тогда послом. Три года обучался в школах Сорбонны.
Король Людовик XIV за заслуги перед Францией его отца пожаловал Анри Шарлю Арно, которому тогда было 15 лет королевское аббатство Сен-Медар де Суассон, через 10 лет — стал аббатом Сен-Миксана.
В 1694 г. совершил поездку в Рим, где провёл год, участвуя в богословских диспутах в присутствии нескольких кардиналов.
С 1698 года служил королевским капелланом, статским советником, с 1711 года — государственный советник по делам религий, с 1716 по 1756 год был канцлером и хранителем печатей Ордена Святого Духа.
Министр иностранных дел маркиз де Торси во время войны за испанское наследство назначил аббата французским послом в Венецианской республике. Анри Шарлю Арно тогда удалось перехватить важные бумаги секретаря дипломата из Пьемонта-Савойи, которые были опубликованы в Швейцарии для разоблачения заговоров врагов короля Франции Людовика XIV.
Был владельцем замка Вик-сюр-Эн.
В 1743 году был избран почётным членом Академии надписей и изящной словесности.